# اولین میرالیس
اولین میرالیس (انگلیسی: Evelyn Miralles) زادهٔ ۱۹۶۷ یک پیشگام واقعیت مجازی در ناسا است.

## جوایز
- یکی از ۱۰۰ زن الهام بخش بی‌بی‌سی در جهان بی‌بی‌سی ۱۰۰ زن ۲۰۱۶